# 가모미오야 신사

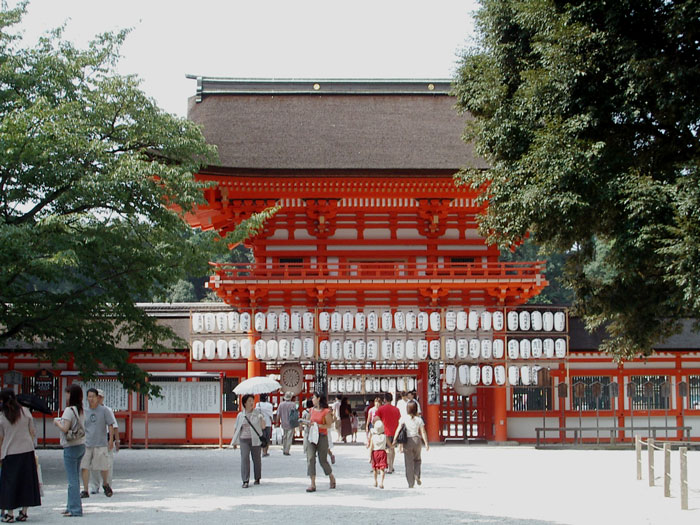
가모미오야 신사의 정문

가모미오야 신사(賀茂御祖神社)는 교토시 사쿄구에 있는 신사이다. 통칭 시모가모 신사(下鴨神社)로 불린다. 연희식(延喜式)에 기록된 절의 하나이자, 야마시로국의 이치노미야(一宮), 22사의 하나이며 옛 사격은 관폐대사(官幣大社)이다.
가모와케이카즈치 신사(가미가모 신사)와 함께 고대의 가모 씨의 씨족신을 모시는 신사이며, 총칭해 가모 신사로 불리며 두 신사를 같은 하나의 신사로 취급해 왔다. 가모 신사의 두 신사의 제사인 가모제(통칭 아오이제)로 유명하다.
가미가모 신사의 제신인 가모와케이카즈치노미코토의 어머니의 다마요리 히메와 다마요리 히메의 아버지의 가모타케쓰노미노미코토를 모시는 데에서 "가모미오야 신사"라고 불린다. 삼족오는 가모타케쓰노미노미코토의 화신이다.
부속 시설로 다다스의 숲(糺の森), 미타라시 연못(みたらし池)이 있다. 1994년 12월 25일에 세계문화유산으로서 유네스코에 등록되었다.

## 역사
교토의 절과 신사 중에서도 가장 오래된 부류에 들어간다. 진무 천황의 대에 덕분산에 제신이 강림 했다고 전한다. 가미가모 신사와 함께 나라 시대 이전부터 조정의 숭배를 받았다. 헤이안쿄 천도 후에 더욱 숭배되었고 807년에는 최고위인 정일위(正一位)의 신계를 받아 가모제는 칙제(勅祭)로 여겨졌다. 810년 이후 약 400년에 걸쳐, 사이인이 놓여져 황녀가 사이오로서 가모 신사에 봉사했다.

## 사진

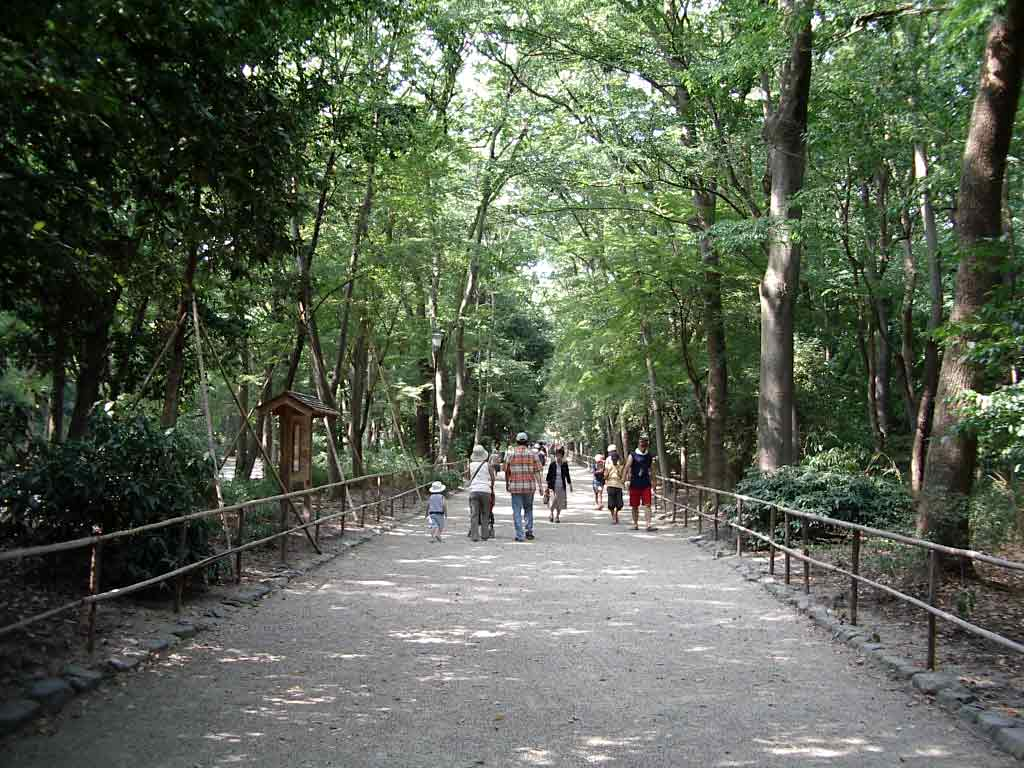
다다스의 숲
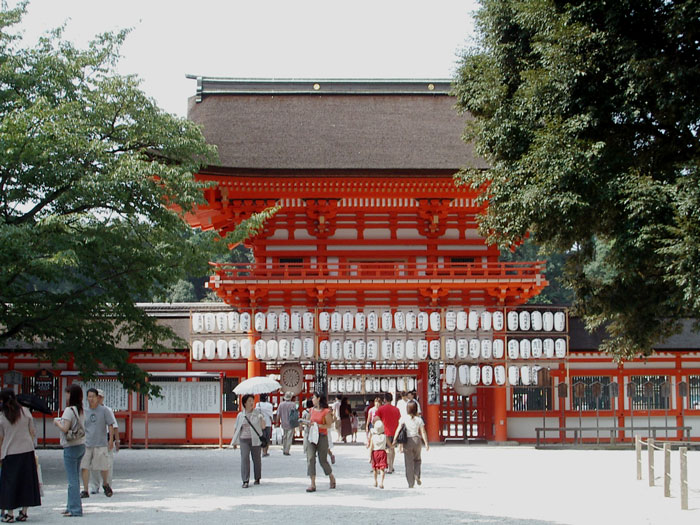
누문
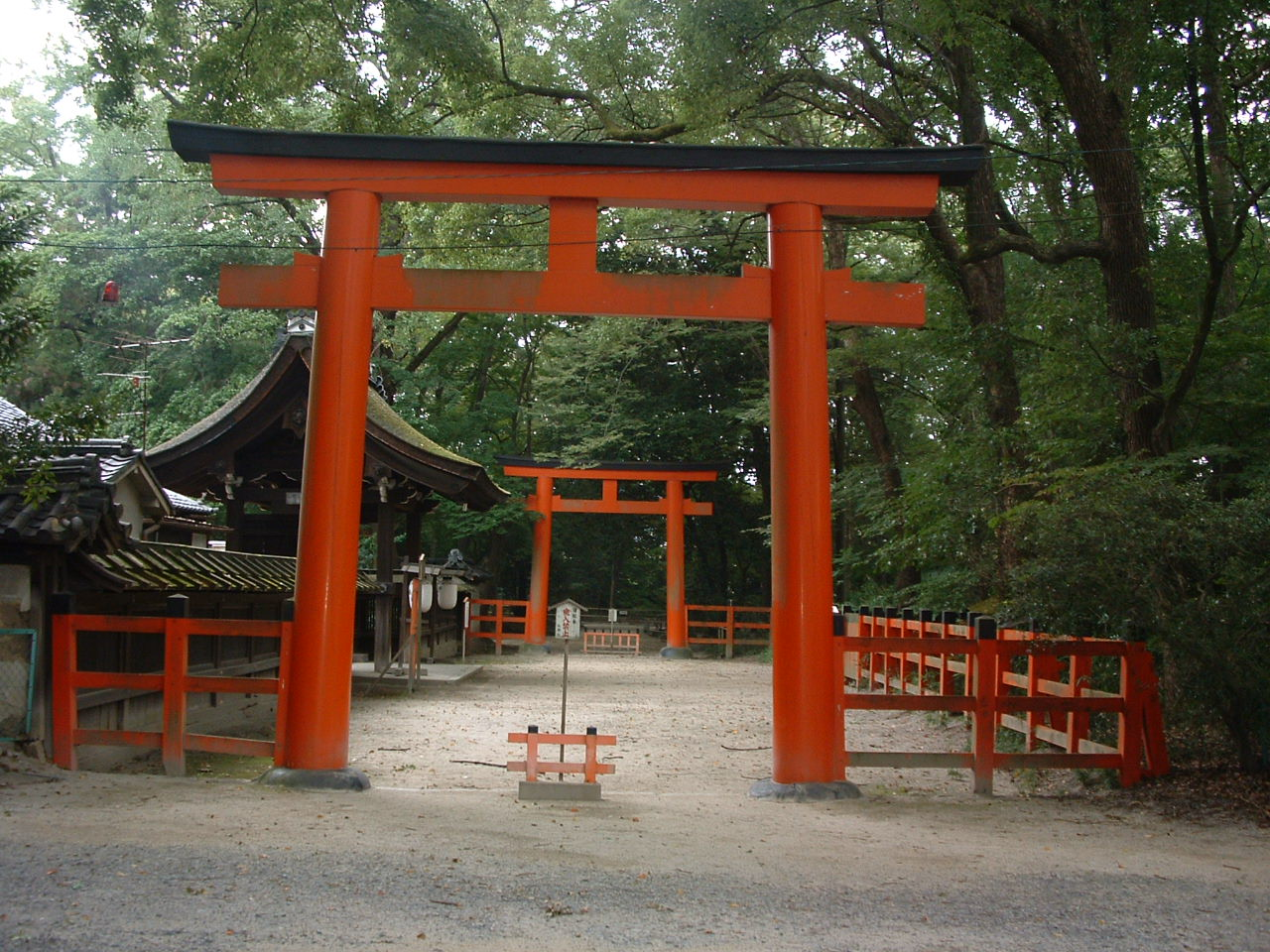
가모미오야 신사의 도리이
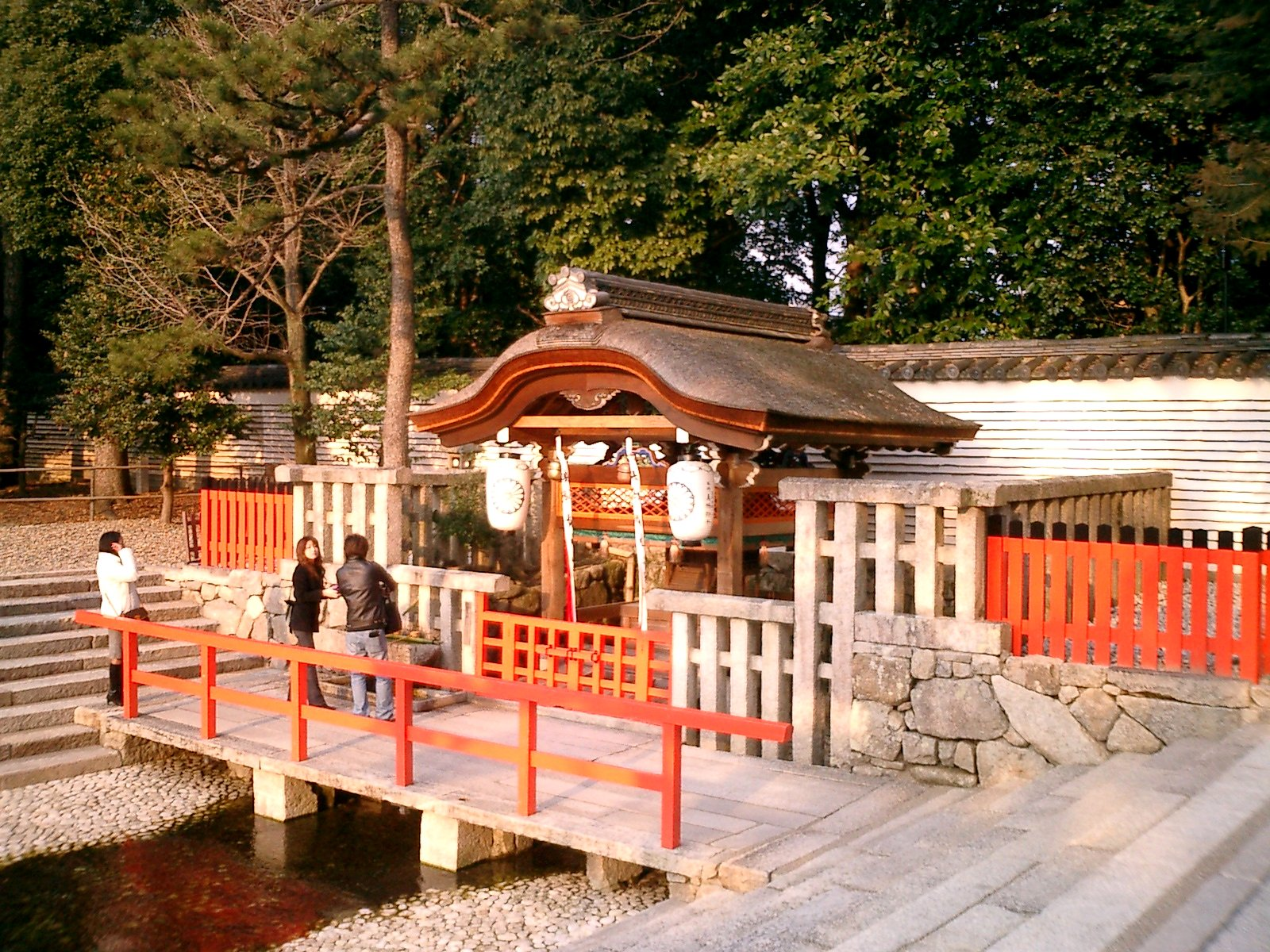
미타라시 사
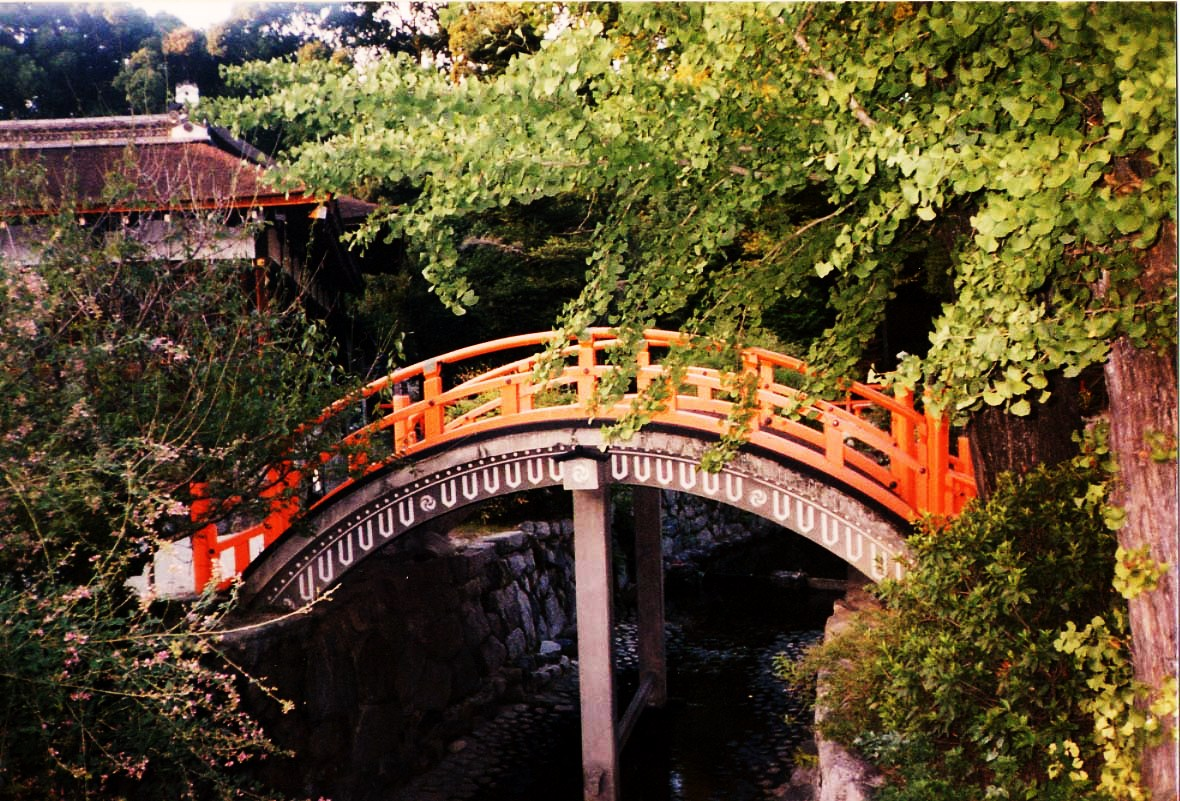
다이코 교